# Guðmundur Friðjónsson

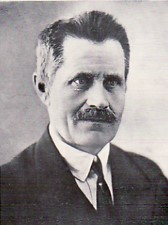
Guðmundur Friðjónsson

Guðmundur Friðjónsson (* 24. Oktober 1869 in Sílalækur, Aðaldalur, heute Þingeyjarsveit; † 24. Juni 1944 in Húsavík) war ein isländischer Schriftsteller.

## Leben
Guðmundur war der Sohn des Bauern Friðjón Jónsson und dessen Frau Sigurbjörg Guðmundsdottír. Wie seine Eltern verdiente auch Guðmundur seinen Lebensunterhalt später als Bauer. Zu seinen Geschwistern gehörte der zwei Jahre ältere Sigurjón, der ebenfalls als Schriftsteller bekannt wurde. In den 1880er-Jahren erlebte Island eine Hungersnot, die Guðmundurs schriftstellerisches Frühwerk prägte. Von 1891 bis 1893 besuchte er eine Schule in Möðruvellir.
In den frühen 1890er-Jahren begann Guðmundur mit dem Verfassen von Gedichten und Kurzgeschichten. Viele von ihnen sind als gesellschaftskritische Satiren angelegt. Andere orientierten sich am Symbolismus. Seine Werke veröffentlichte er in Zeitschriften und 1898 in seinem ersten Buch, der Kurzgeschichtensammlung Einir.
Seine Heirat mit Guðrun Oddsdóttir im Jahr 1899 gilt als ein Wendepunkt auch in seinem schriftstellerischen Schaffen. Waren seine frühen Erzählungen noch unausgereift, so änderte sich das nun, auch wenn sein 1902 erschienener Gedichtband Úr heimahögum in einer Rezension der Zeitschrift Þjóðolfur verrissen wurde. Guðmundur veröffentlichte zahlreiche Bücher mit Kurzgeschichten und Gedichten sowie 1907 den Roman Olöf í Ási. Beeinflusst wurde sein Werk von der Altisländischen Literatur sowie vom Realismus. Politisch vertrat Guðmundur – im Gegensatz etwa zu Halldór Laxness, dessen Ansichten er ablehnte – eher konservative Standpunkte.

## Werke

### Gedichte
- Úr heimahögum (1902)
- Haustlöng (1905)
- Kvædi (1925)
- Kveðlingar (1929)
- Utan af víðavangi (1942)

### Kurzprosa
- Einir (1898)
- Undir beru lofti (1904)
- Tólf sögur (1915)
- Tíu sögur (1918)
- Úr öllum áttum (1919)
- Sólhvörf (1921)
- Kveldglæður (1923)
- Heðan og handan (1925)
- Sögur úr bygð og borg (1934)
- Úti á víðavangi (1938)

### Essays
- Uppsprettulindir (1921)

### Romane
- Olöf i Ási (1907)